# Kamer van inbeschuldigingstelling
De kamer van inbeschuldigingstelling (KI) is in België een kamer van een hof van beroep, bestaande uit drie raadsheren, die onder andere verdachten van criminele feiten voor een hof van assisen met volksjury zal brengen door hen te verwijzen naar het hof van assisen (artikelen 217 e.v. van het Wetboek van strafvordering). Nadat de verdachte in beschuldiging gesteld is, noemt men hem van dan af beschuldigde. De kamer van inbeschuldigingstelling is een onderzoeksgerecht. Het Openbaar Ministerie bij de kamer van inbeschuldigingstelling wordt waargenomen door een lid van het parket-generaal, meestal een advocaat-generaal.

## Taken
De kamer van inbeschuldigingstelling houdt ambtshalve toezicht op het verloop van het gerechtelijk onderzoek, kan verslag vragen over de stand van zaken en kan kennisnemen van de dossiers (artikel 136, al. 1, van het Wetboek van strafvordering).
De kamer van inbeschuldigingstelling is belast met de controle over de toepassing van de bijzondere opsporingsmethoden observatie en infiltratie (artikel 235ter van het Wetboek van strafvordering).
De kamer van inbeschuldigingstelling neemt kennis van het hoger beroep ingesteld tegen een beschikking van de raadkamer, bijvoorbeeld tegen een beschikking van verwijzing van de verdachte naar de correctionele rechtbank (betwist) of tegen een beschikking van buitenvervolgingstelling (artikel 135 van het Wetboek van strafvordering). Zij kan dus, in hoger beroep, een beschikking (arrest) uitspreken waarbij de internering wordt gelast van een verdachte in staat van krankzinnigheid, zwakzinnigheid of geestesstoornis (artikel 8 van de wet van 1 juli 1964 tot bescherming van de maatschappij tegen abnormalen en gewoontemisdadigers en plegers van bepaalde seksuele strafbare feiten). Zij neemt in het bijzonder kennis van het hoger beroep ingesteld tegen de beschikkingen van de raadkamer inzake voorlopige hechtenis (artikel 30 van de wet van 20 juli 1990 betreffende de voorlopige hechtenis). 
De kamer van inbeschuldigingstelling kan ook een onderzoek aan het lichaam bevelen (artikel 90bis van het Wetboek van strafvordering). Een onderzoek aan het lichaam is een onderzoek dat het seksueel schaamtegevoel kan krenken. 
De kamer van inbeschuldigingstelling brengt ook advies uit aan de federale regering wanneer er moet beslist worden over de uitlevering van een vreemdeling aan een buitenlandse regering (artikel 3, al. 4 e.v., van de wet van 15 maart 1874 op de uitleveringen). Het advies van de kamer van inbeschuldigingstelling is niet bindend voor de Regering. De kamer van inbeschuldigingstelling gaat na of de wettelijke en verdragsrechtelijke voorwaarden voor de uitlevering vervuld zijn. Zij steunt zich op de uitleveringswetten (wet van  1 oktober 1833 en wet van 15 maart 1874) en op het toepasselijke uitleveringsverdrag. Het advies is geheim, met andere woorden de betrokkene krijgt geen kennis van de inhoud van het advies. 
Nationaal recht